# ZSC Lions
ZSC Lions (celým názvem: Zürcher Schlittschuhclub Lions) je švýcarský klub ledního hokeje, který sídlí v Curychu ve stejnojmenném kantonu. Klubové barvy jsou modrá, bílá a červená.
Založen byl v roce 1930 pod názvem Zürcher SC. V roce 1997 došlo k fúzi s oddílem ledního hokeje Grasshopperu Zürich. Při této příležitosti došlo ke změně názvu na ZSC Lions. Původní mužstvo Grosshoperru mohlo nadále působit v nižších soutěžích pod názvem GCK Lions jako farmářský klub ZSC. Švýcarským mistrem se stal celkem devětkrát, poslední titul získalo ZSC v sezóně 2017/18. Na mezinárodně scéně je klub znám jako vítěz premiérové sezóny Hokejové ligy mistrů a následného zisku Victoria Cupu. Od sezóny 1989/90 působí v National League, švýcarské nejvyšší soutěži ledního hokeje.
Své domácí zápasy odehrává v Hallenstadionu s kapacitou 11 200 diváků.

## Historické názvy
Zdroj: 
- 1930 – Zürcher SC (Zürcher Schlittschuhclub)
- 1997 – ZSC Lions (Zürcher Schlittschuhclub Lions)

## Získané trofeje

### Vyhrané domácí soutěže
- Championnat / National League A ( 11× )
  - 1935/36, 1948/49, 1960/61, 1999/00, 2000/01, 2007/08, 2011/12, 2013/14, 2017/18, 2023/24, 2024/25
- Schweizer Cup ( 3× )
  - 1960, 1961, 2015/16

### Vyhrané mezinárodní soutěže
- Spenglerův pohár ( 2× )
  - 1944, 1945
- Kontinentální pohár ( 2× )
  - 2000/2001, 2001/2002
- Hokejová liga mistrů IIHF ( 1× )
  - 2008/2009
- Hokejová Liga mistrů ( 1× )
  - 2024/2025
- Victoria Cup ( 1× )
  - 2009

## Přehled ligové účasti
Zdroj: 
- 1930–1937: Championnat National (1. ligová úroveň ve Švýcarsku)
- 1937–1971: National League (1. ligová úroveň ve Švýcarsku)
- 1971–1973: National League B Ost (2. ligová úroveň ve Švýcarsku)
- 1973–1974: National League (1. ligová úroveň ve Švýcarsku)
- 1974–1977: National League B Ost (2. ligová úroveň ve Švýcarsku)
- 1977–1979: National League B (2. ligová úroveň ve Švýcarsku)
- 1979–1981: National League B Ost (2. ligová úroveň ve Švýcarsku)
- 1981–1982: National League (1. ligová úroveň ve Švýcarsku)
- 1982–1983: National League B (2. ligová úroveň ve Švýcarsku)
- 1983–1984: National League (1. ligová úroveň ve Švýcarsku)
- 1984–1985: National League B (2. ligová úroveň ve Švýcarsku)
- 1985–1986: National League (1. ligová úroveň ve Švýcarsku)
- 1986–1989: National League B (2. ligová úroveň ve Švýcarsku)
- 1989– : National League (1. ligová úroveň ve Švýcarsku)

## Jednotlivé sezóny
| Švýcarsko (1992 – ) |                  |                                              |                 |
| Sezona              | Umístění v ZČ    | Play-off                                     | Češi            |
| 1992/1993           | 7. místo         | Čtvrtfinále Prohra s Fribourg-Gottéron 0 : 4 |                 |
| 1993/1994           | 8. místo         | Čtvrtfinále Prohra s Fribourg-Gottéron 0 : 3 | Tomáš Jelínek   |
| 1994/1995           | 8. místo         | Čtvrtfinále Prohra s EV Zug 2 : 3            |                 |
| 1995/1996           | 8. místo         | Čtvrtfinále Prohra s SC Bern 1 : 3           |                 |
| 1996/1997           | 7. místo         | Čtvrtfinále Prohra s SC Bern 2 : 3           |                 |
| 1997/1998           | 10. místo        | Ne                                           |                 |
| 1998/1999           | Stříbrná medaile | Čtvrtfinále Prohra s EHC Kloten 3 : 4        |                 |
| 1999/2000           | Stříbrná medaile | Finále Výhra s HC Lugano 4 : 2               |                 |
| 2000/2001           | Stříbrná medaile | Finále Výhra s HC Lugano 4 : 3               | Ivo Prorok      |
| 2001/2002           | 5. místo         | Semifinále Prohra s HC Lugano 3 : 4          |                 |
| 2002/2003           | Zlatá medaile    | Semifinále Prohra s HC Lugano 1 : 4          |                 |
| 2003/2004           | 5. místo         | Semifinále Prohra s HC Lugano 3 : 4          |                 |
| 2004/2005           | Bronzová medaile | Finále Prohra s HC Davos 1 : 4               |                 |
| 2005/2006           | 10. místo        | Ne                                           | Vladimír Vůjtek |
| 2006/2007           | 8. místo         | Čtvrtfinále Prohra s HC Davos 3 : 4          |                 |
| 2007/2008           | 6. místo         | Finále Výhra s HC Servette Ženeva 4 : 2      |                 |
| 2008/2009           | Stříbrná medaile | Čtvrtfinále Prohra s Fribourg-Gottéron 0 : 4 |                 |
| 2009/2010           | 6. místo         | Čtvrtfinále Prohra s EV Zug 3 : 4            |                 |
| 2010/2011           | 6. místo         | Čtvrtfinále Prohra s EHC Kloten 1 : 4        |                 |
| 2011/2012           | 7. místo         | Finále Výhra s SC Bern 4 : 3                 |                 |
| 2012/2013           | 4. místo         | Semifinále Prohra s Fribourg-Gottéron 1 : 4  |                 |
| 2013/2014           | Zlatá medaile    | Finále Výhra s EHC Kloten 4 : 0              |                 |
| 2014/2015           | Zlatá medaile    | Finále Prohra s HC Davos 1 : 4               |                 |
| 2015/2016           | Zlatá medaile    | Čtvrtfinále Prohra s SC Bern 0 : 4           |                 |
| 2016/2017           | Stříbrná medaile | Čtvrtfinále Prohra s HC Lugano 2 : 4         |                 |
| 2017/2018           | 7. místo         | Finále Výhra s HC Lugano 4 : 3               |                 |
| 2018/2019           | 9. místo         | Ne                                           | Roman Červenka  |
| 2019/2020           | Zlatá medaile    | play-off zrušeno kvůli pandemii covidu-19    |                 |
| 2020/2021           | 5. místo         | Semifinále Prohra s HC Servette Ženeva 0 : 3 |                 |
| 2021/2022           | Bronzová medaile | Finále Prohra s EV Zug 3 : 4                 | Jakub Kovář     |
| 2022/2023           | 4. místo         | Semifinále Prohra s EHC Biel 0 : 4           | Šimon Hrubec    |
| 2023/2024           | Zlatá medaile    | Finále Výhra s HC Lausanne 4 : 3             | Šimon Hrubec    |
| 2024/2025           | Stříbrná medaile | Finále Výhra s HC Lausanne 4 : 1             | Šimon Hrubec    |

## Účast v mezinárodních pohárech
Zdroj: 
Legenda: SP - Spenglerův pohár, EHP - Evropský hokejový pohár, EHL - Evropská hokejová liga, SSix - Super six, IIHFSup - IIHF Superpohár, VC - Victoria Cup, HLMI - Hokejová liga mistrů IIHF, ET - European Trophy, HLM - Hokejová Liga mistrů, KP - Kontinentální pohár
- SP 1935 – Zápas o 3. místo
- SP 1936 – Zápas o 3. místo
- SP 1938 – Základní skupina (4. místo)
- SP 1942 – Finále
- SP 1943 – Finále
- SP 1944 – Finále
- SP 1945 – Základní skupina (1. místo)
- SP 1946 – Základní skupina (3. místo)
- SP 1947 – Základní skupina (4. místo)
- SP 1951 – Základní skupina B (3. místo)
- SP 1952 – Finále
- SP 1957 – Základní skupina B (3. místo)
- KP 2000/2001 – Finálová skupina (1. místo)
- KP 2001/2002 – Finále
- KP 2005/2006 – Finálová skupina (3. místo)
- HLMI 2008/2009 – Finále
- VC 2009 – Finále
- ET 2010 – Divize Central (7. místo)
- ET 2012 – Západní divize (7. místo)
- ET 2013 – Západní divize (5. místo)
- HLM 2014/2015 – Základní skupina B (3. místo)
- HLM 2015/2016 – Šestnáctifinále
- HLM 2016/2017 – Čtvrtfinále
- HLM 2017/2018 – Čtvrtfinále
- HLM 2018/2019 – Osmifinále
- HLM 2024/2025 – (1.místo)